# Струняви
Струняви (пол. Struniawy) — село в Польщі, у гміні Ґоворово Остроленцького повіту Мазовецького воєводства.
У 1975-1998 роках село належало до Остроленцького воєводства.